# Valentí Montoliu

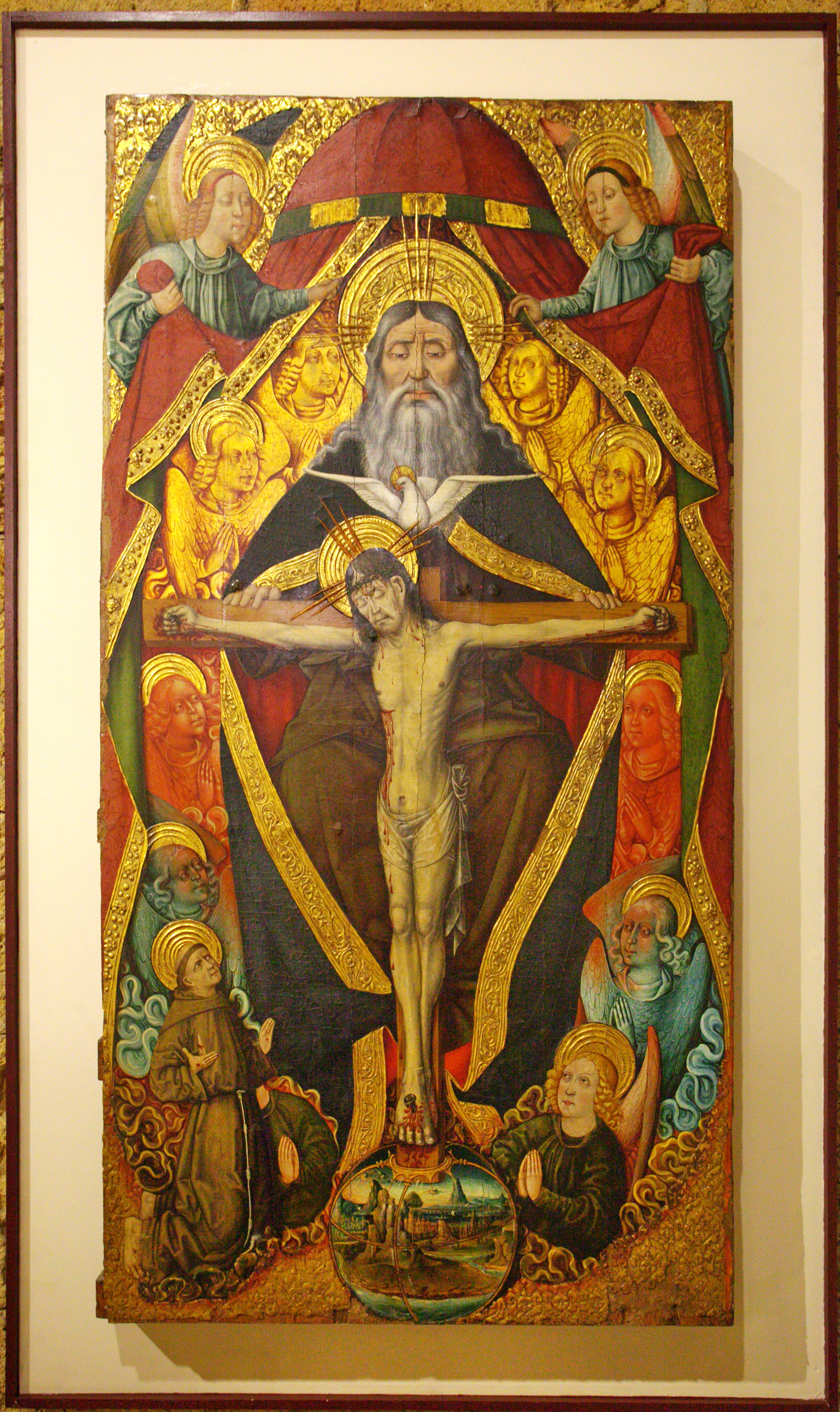
Visió de la Santíssima Trinitat per sant Francesc d'Assís, a la Catedral de Tarragona

Valentí Montoliu fou un pintor català del segle xv, natural de Tarragona, ciutat en què està documentat entre els anys 1433 i 1447. Aquest darrer any desplaçà el seu taller a Sant Mateu del Maestrat, on continuà la seva activitat fins a la dècada de 1470. Des de la capital del Maestrat el seu taller dominà la producció pictòrica de la part valenciana del bisbat de Tortosa, però també arribà a la ciutat episcopal. Així, el 1455 consta que contractà la factura d'un gran retaule per a la capella de Sant Miquel de la catedral amb el bisbe i el Capítol. La seva pintura també arribà, a la dècada de 1460, a la catedral d'Eivissa. En canvi, en els territoris valencians anà perdent influència, a causa de la gran potència dels tallers de la capital del regne. Els seus fills Mateu i Lluís abandonaren el Maestrat i obriren taller a Castelló i Tortosa, respectivament.